# لو نورث
لو نورث (بالإنجليزية: Lou North)‏ هو لاعب كرة قاعدة أمريكي، ولد في 15 يونيو 1891 في إلجين في الولايات المتحدة، وتوفي في 15 مايو 1974 في شيلتون في الولايات المتحدة.

## وصلات خارجية
- لو نورث على موقعبيزبول رفرنس.كوم (الدوري الرئيسي) (الإنجليزية)
- لو نورث على موقعبيزبول رفرنس.كوم (الدوري الثانوي) (الإنجليزية)